# Stadt Rüstringen (Schiff)
Die Stadt Rüstringen war ein 1927 gebautes Fahrgastschiff, das der Jade-Seebäderdienst im Linienverkehr zwischen Wilhelmshaven und Wangerooge, aber auch nach Helgoland einsetzte. 1940 kaufte die Kriegsmarine das Schiff und nutzte es als Verkehrsdampfer. Im selben Jahr sank es nach einem Minentreffer, wurde gehoben und 1944 durch einen Luftangriff endgültig versenkt.

## Bau und technische Daten
Das Schiff wurde auf der Schiffswerft J. Frerichs & Co in Einswarden unter der Baunummer 449 auf Kiel gelegt. Der Stapellauf fand am 12. April 1927 unter dem Namen Stadt Rüstringen statt, die Fertigstellung erfolgte im Mai des Jahres, ebenso die Ablieferung an die Reederei Jade-Seebäderdienst AG in Rüstringen.
Ihre Länge betrug 54,20 Meter, sie war 8,04 Meter breit und wies einen Tiefgang von 1,78 Metern auf. Sie war mit 410 BRT vermessen und hatte eine Konstruktionsverdrängung von etwa 465 Tonnen. Der Antrieb bestand aus einer Dreifach-Expansionsmaschine der Frerichswerft, deren Leistung 600 PS betrug. Diese wirkte auf eine Schraube; der Dampfer erreichte eine Geschwindigkeit von 12,0 Knoten. Als Fahrgastschiff hatte sie eine Besatzung von 21 Offizieren und Mannschaften und konnte 680 Passagiere befördern.

## Geschichte

### Im Liniendienst des Seebäderdienstes Jade
Nach der Abnahmefahrt vom 21. Mai 1927 übernahm der Seebäderdienst Jade das Schiff und setzte es sofort im Liniendienst von Wilhelmshaven nach Wangerooge ein. Neben den Passagieren beförderte der Dampfer zusätzlich auch Post, Lebensmittel und andere Frachten. Daneben führte das Schiff Fahrten nach Helgoland durch. Das Schiff erledigte die Aufgabe ohne Beanstandungen. Zur Verbesserung der Manövrierfähigkeiten erhielt die Stadt Rüstringen um 1935 eine zweite Dreifach-Expansionsmaschine mit einer zusätzlichen Schraube. 
Dann stand 1938 eine Grundüberholung an, für die der Seebäderdienst die Kosten nicht aufbringen konnte. Die Reederei musste das Schiff an eine Auffanggesellschaft mit Beteiligung der Stadt Wilhelmshaven abgeben, die neue Eigentümerin wurde. Weiterhin bereederte der Seebäderdienst Jade das Schiff. Nach Beginn des Zweiten Weltkrieges musste die Reederei die Fahrten zur Insel erheblich einschränken.

### Verkehrsdampfer der Kriegsmarine
1940 übernahm die Kriegsmarine das Schiff und behielt den Namen bei. Die Besatzungsstärke wurde nun mit 23 Offizieren und Mannschaften angegeben. Bei einer Fahrt nach Wangerooge lief das Schiff am 27. Juni 1940 im Wangerooger Fahrwasser auf eine Mine und sank, wobei sechs Besatzungsmitglieder starben. Die Marine hob den Dampfer und setzte ihn weiter ein. Am 9. Oktober 1944 sank das Schiff in Hamburg durch einen britischen Luftangriff endgültig.
1954 wurde eine neue Rüstringen in Dienst gestellt.